# Ciclo celular

Esquema do ciclo celular: I=Interfase, M=Fase Mitótica. A duração da fase mitótica em relação às outras fases encontra-se exagerada.

Ciclo celular é o conjunto de fases que uma célula passa com o intuito de duplicar-se, dando origem a duas células novas. Em células eucarióticas, o ciclo celular é dividido em 3 fases principais, são elas: Intérfase; Fase mitótica (Fase M) e Citocinese. Essas fases são de suma importância para o funcionamento da célula, erros nesses processos podem acarretar na morte celular ou até no desenvolvimento de células tumorais.
Para que o ciclo seja mantido de forma organizada, a célula conta com uma maquinaria de processos regulatórios dependente da ação de ciclinas e cinase.

## Fases do ciclo celular

### Intérfase
A Interfase é a fase mais longa do ciclo celular. Em média, a célula passa cerca de 90% do tempo em Intérfase. Nessa fase, a célula consegue nutrientes, cresce e duplica suas moléculas de DNA. Assim, prepara-se para a divisão celular.
A interfase divide-se em três fases:
- Fase G1
  - A primeira etapa da Interfase  é marcada pela intensa síntese de enzimas, de RNA e no "estocamento" de proteínas compensando sua síntese descontinuada durante as etapas da Fase Mitótica. Consequentemente ocorre o crescimento celular.
- Fase S
  - A segunda etapa da Intérfase é marcada, principalmente pela duplicação do material genético, logo, dobrando a quantidade de DNA, fazendo que cada cromossomo apresente uma cromátide irmã.
  - Além disso, na fase S, ocorre o início da duplicação dos centrossomas e o início do seus movimentos para os polos da célula.
- Fase G2
  - A terceira etapa da Intérfase é marcada pela intensa síntese de proteínas e consequentemente de rápido crescimento celular, preparando a célula para a Fase Mitótica.
    - O deslocamento dos centrossomas se dá por meio de dineínas e cinesinas.
    - Logo que foram duplicados, os centrossomas já começam a produzir fusos astrais. Esses são associados a dineínas causando um movimento de "esteira" fazendo o centrossoma se deslocar para os polos. Ocorrem também a associação com duas cinesinas EG5 que contribuem como uma segunda força para "empurrar" os microtúbulos e deslocar os centrossomas.
    - Quando o centrossoma já estiver em sua devida posição, o fuso astral relaciona-se com cinesina 14 fazendo uma força contrária à tendência de movimento, fazendo com que o centrossoma pare em determinada posição.

As fases G e S possuem estas denominações em decorrência de abreviações do inglês - G para gap (intervalo) e S para síntese.
- Fase G0
  - O estágio G0 não é presente em todas as células. Nessa etapa a célula entra num estágio de repouso e não entra em processo de divisão celular.
  - Essas fase é observada mais frequentemente em células musculares e nervosas.

### Fase mitótica, mitose ou cariocinese
Na Fase Mitótica ocorre a divisão nuclear (nas células eucarióticas) a partir do preparo prévio ocorrido durante a Intérfase. É um processo contínuo, no entanto distinguem-se fases:
- Prófase
  - Na primeira fase da mitose, ocorre o condensamento dos cromossomos, aparecimento do fuso mitótico, assim como a formação dos fusos pelos centrossomas.
    - Devido condensação dos cromossomos, estes podem ser vistos em microscópios eletrônicos já na Prófase.
- Prometáfase
  - Decomposição da membrana nuclear (carioteca), formação de cinetócoros e associação do fuso mitótico a estes.[1]
- Metáfase
  - Durante a Metáfase, os cromossomos ligam-se ao fuso mitótico no plano equatorial da célula dando origem à Placa equatorial e atingem o grau máximo de condensação
    - As cromátides irmãs mantem-se ligadas umas as outras por meio de uma proteína denominada coesina, até que se inicie a sua separação na Anáfase.
    - Devido ao fato de os cromossomos estarem no maior grau de condensação, essa é a etapa mais procurada para visualizá-los no microscópios eletrônico para a sua análise e para a construção de cariótipos.

  - O fuso acromático completa o desenvolvimento e algumas fibrilas ligam-se aos centrómeros (as outras ligam os dois centríolos);
    - As pontas das cromátides são dobradas devido à associação da cinesina 4-10, focalizando a força de distensão oriunda do microtúbulo no centro da cromátide.
- Anáfase
  - A anáfase começa pela duplicação dos centrômeros, libertando as cromátides-irmãs que passam a ser chamadas de cromossomos-filhos.As fibras do fuso, ligadas aos centrômeros, encurtam, puxando os cromossomos para os pólos da célula. A anáfase é uma fase rápida, caracterizada pela migração dos cromossomos para os pólos do fuso.
  - As fibrilas encurtam-se e começam a afastar-se:
  - Dá-se a clivagem dos centrómeros. Os cromatídios que antes pertenciam ao mesmo cromossoma, agora separados, constituem dois cromossomas independentes.
- Telófase
  - A membrana nuclear forma-se à volta dos cromossomas de cada pólo da célula, passando a  existir assim dois núcleos com informação genética igual;
  - Os núcléolos reaparecem;
  - O fuso mitótico dissolve-se;
  - Os Cromossomos descondensam e tornam-se menos visíveis:

### Citocinese
Corresponde à divisão citoplasmática e, consequentemente, à individualização das duas células-filhas;
A citocinese difere conforme a célula for animal ou vegetal.
No fim da mitose da célula animal formam-se, na zona do plano equatorial, um anel contrátil de filamentos proteicos que, na citocinese, contraem-se e puxam a Membrana plasmática para dentro até que as duas células-filhas se separam. Assim podemos dizer que a citocinese animal é centrípeta porque ocorre de fora para dentro.
Na célula vegetal a parede celular não permite o estrangulamento do citoplasma; em vez disso é formada na região equatorial uma nova parede celular. Para isso vesículas provenientes do complexo de Golgi alinham-se no plano equatorial e formam, fundindo-se, uma estrutura que é a membrana plasmática das células filhas. Mais tarde, por deposição de fibrilas de celulose forma-se nessa região a parede celular. As vesículas golgianas contém elementos constituintes da parede celular, como pectinas . Esta citocinese e centrifuga, pois ocorre de dentro para fora, isto é, fundem-se primeiro as vesículas golgianas interiores e depois as mais exteriores de uma forma progressiva.

## Sistema de Regulação
O ciclo celular deve ser algo extremamente regulado, falha em seus processos pode levar a célula a entrar em colapso e até gerar células tumorais. Por esse motivo, células eucarióticas apresentam uma série de mecanismos que impedem divisões celulares incontroláveis e reparam danos no material genético.

### Complexo ciclinas-CDKs
A ativação das moléculas responsáveis pelo mecanismo de divisão ocorre por cinases dependentes de ciclina (CDK, do inglês Cyclin-Dependent Kinases).Como o nome sugere, as CDKs requerem a ligação de ciclinas - cujos níveis podem variar durante diferentes fases, em contraste com os níveis de CDKs,que permanecem constantes -  para serem funcionais, sem a presença destas, não há atividade.Existem quatro classes essenciais de ciclinas (cada tipo formando um complexo equivalente ao se ligar à CDK correspondente):
1. Ciclinas-G1, também chamadas de ciclinas D em mamíferos, se ligam às CDKs 4 e 6 e são responsáveis pelo controle de ciclinas-G1/S.
2. Ciclinas-G1/S surgem no final da fase G1 e são rapidamente degradadas na fase S, são responsáveis pela passagem do ponto de regulação em G1.Nos vertebrados, corresponde à ciclina E conjugada com CDK2.
3. Ciclinas-S contribuem para a duplicação cromossômica (através da ativação da DNA polimerase)[3], permanecendo transcritas desde o final de G1 até a anáfase.
4. Ciclinas-G2M ou -M estimulam a entrada na mitose.

### Moduladores de CDKs

#### CAK
A ligação com ciclinas,todavia, não garante a ativação  completa das CDKs e tampouco é o único mecanismo de controle do ciclo.Para que ocorra ativação completa da CDK, é necessário que uma CAK (CDK-activating kinase) fosforile um aminoácido em seu sítio ativo.Uma fosforilação dupla adicional regulada pela proteína cinase Wee1, porém, inibe a atividade da CDK, sendo preciso a desfosforilação por uma fosfatase conhecida como Cdc25 para a reativação.
Esses inibidores só são fosfatados, e consequentemente separados do complexo ciclina-CDK, quando todos os pontos de regulação da célula aprovam a continuidade do ciclo celular. Nesse caso, a cinase ativa fosfatará algum inibidor do continuamento do ciclo e, assim, dará continuidade ao ciclo celular.

#### APC/C
Para concluir o processo cíclico é preciso haver a descontinuidade de certas funções exercidas pelos complexos ciclina-CDKs.Em alguns casos, essa desativação acontece a partir da destruição de proteínas. O complexo promotor de anáfase ou ciclosomo (APC/C, de anaphase-promoting complex or cyclosome) catalisa a ubiquitinização de securinas, promovendo a entrada na anáfase, e das ciclinas-S e -M, completando a fase M, a partir da consequente desfosforilação de alvos do complexo ciclina-CDK.
Nesse processo, moléculas de ubiquitina livres no citoplasma são transferidos para para o elemento E1 do sistema de ubiquitinização. O elemento E2 consiste da proteína ubiquitina-transferase que é responsável por transferir a ubiquitina para a substância alvo, reconhecida pelo elemento E3. Proteínas com a adição de ubiquitinas são, comumente direcionados para proteossomas, que realizará a clivagem das ligações dissulfeto e consequentemente a fragmentação da proteína. O processo de ubitinização relaciona-se diretamente com a reciclagem de proteínas relacionadas com o ciclo celular, tendo um papel importante para o seu regulamento.

## Pontos de Regulação
O Ciclo Celular é um processo extremamente complexo e de suma importância para a célula. Falhas no ciclo podem causar danos graves, como a morte celular, aploidia das células filhas, assim como o surgimento de células tumorais. Para que isso não ocorra os mecanismos envolvidos nos ciclo celular devem estar atuando em sinergia. Desse modo, a célula possui pontos de checagem para perceber quando pode ir para a próxima etapa do ciclo celular.
Existem três momentos em que os mecanismos de regulação atuam:
- No final de G1
  - Antes de prosseguir para a Fase S, a célula deve analisar se possui nutrientes necessários para começar a nova fase, uma vez que a síntese de proteínas é mais lento a fase de síntese de DNA.

- Na fase G2
  - Antes de iniciar-se a mitose existe outro momento de controle - caso a replicação do DNA não tenha ocorrido corretamente o ciclo pode ser interrompido e a célula volta a iniciar a fase S. Além disso, a célula percebe se há erros irreversíveis no material genético e, caso o resultado seja positivo, a proteína P-53 induz a morte celular por apoptose.
    - A verificação do material genético é dada por meio de proteínas específicas que transitam pelo núcleo e, ao reconhecerem um erro no DNA, mudam sua conformação espacial e associam ao sistema E3 de ubiquitinização. A ubiquinitização dessas proteínas e o desacoplamento de E3 faz com que novas proteínas se associem nessa região para tentar reparar o material genético.
- Na transição metáfase/anáfase
  - Ao final da metáfase, enquanto as cromátides irmãs estão ligadas uma a outra por meio de coesinas, a célula checa se todas as cromátides estão ligadas ao fuso acromático de forma que cada célula-filha receberá uma cromátide. 
    - Quando esse sinal é positivo, a APC-C e CDC-20 (ciclina) associam-se promovendo a fosforilação de securinas.
    - As securinas são proteínas que inibem separases e, quando fosforiladas, mudam sua conformação e desassociam destas, perdendo seu caráter inibitório.
      - Após serem fosfatadas, as securinas se associam com o sistema E3 de ubiquitinização e, após receberem 4 ubiquitinas, são identificadas por proteosomas e degradadas.

    - Separases são as enzimas responsáveis pela quebra da coesina e consequentemente pelo início do deslocamento das cromátides e, portanto, dão início à Anáfase.

## Leitura Complementar
1. Alberts A, Johnson A, Lewis J, Raff M, Roberts K,Walter P (2008) "Chapter 17".Molecular Biology of the Cell(5th ed.). New York: Garland Science ISBN 978-0-8153-4111-6